# Басів Кут (озеро)

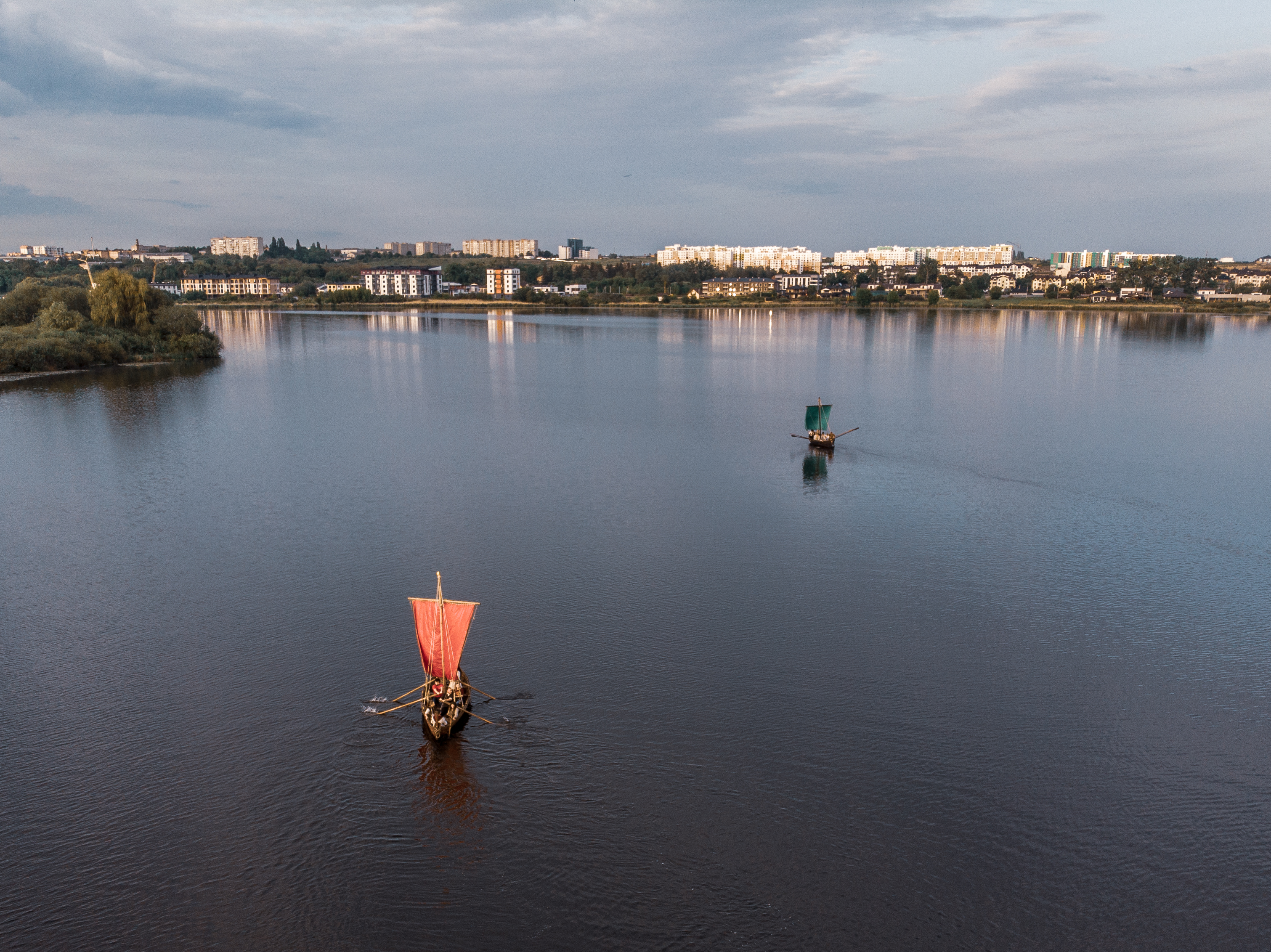
Озеро Басів Кут

Озеро Басів Кут або Бісовий трикутник — штучно створена водойма в руслі річки Устя біля селища Пивзавод у Рівному.

## Географія

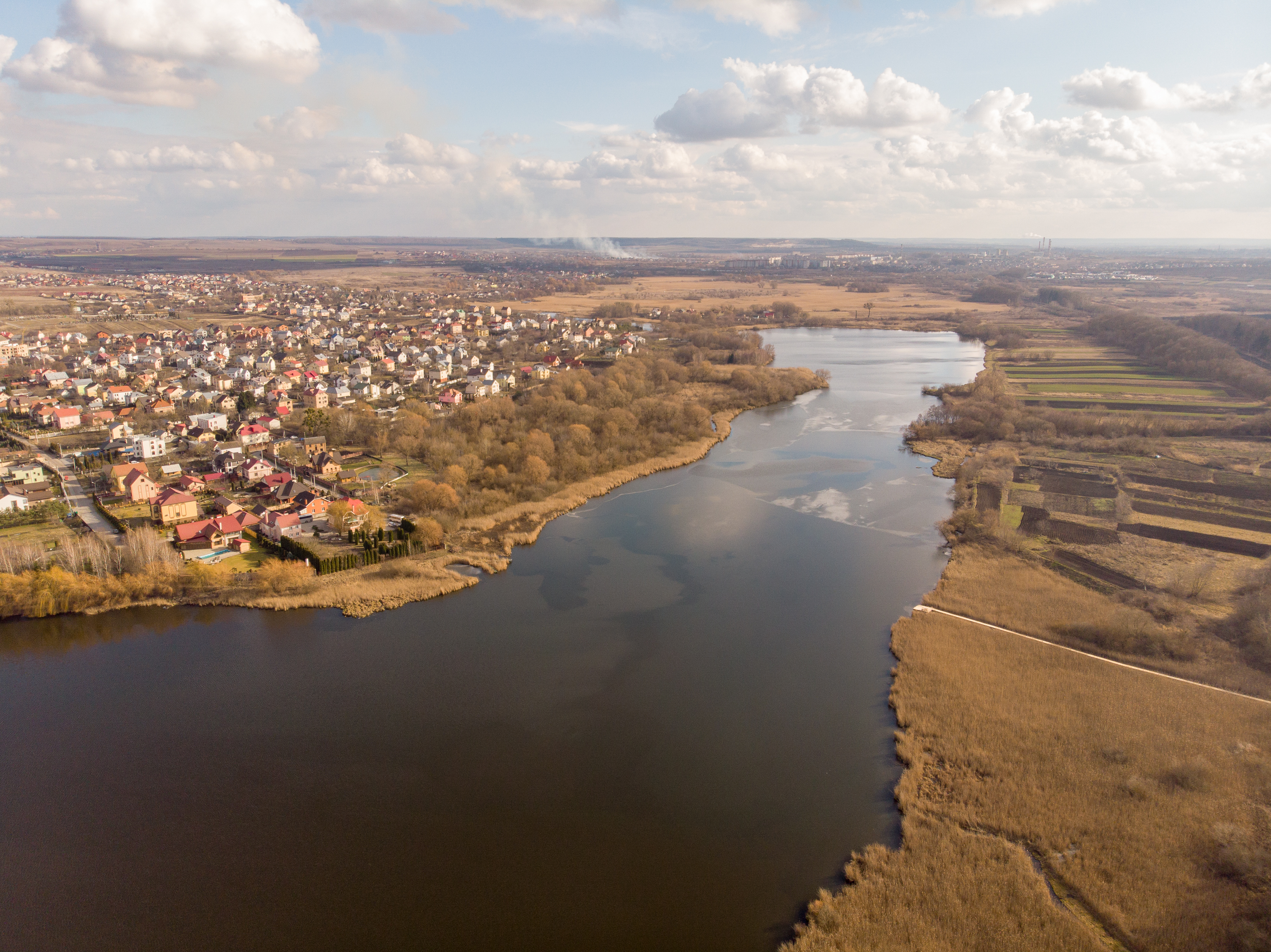
Озеро Басів Кут (напрям на ПН)

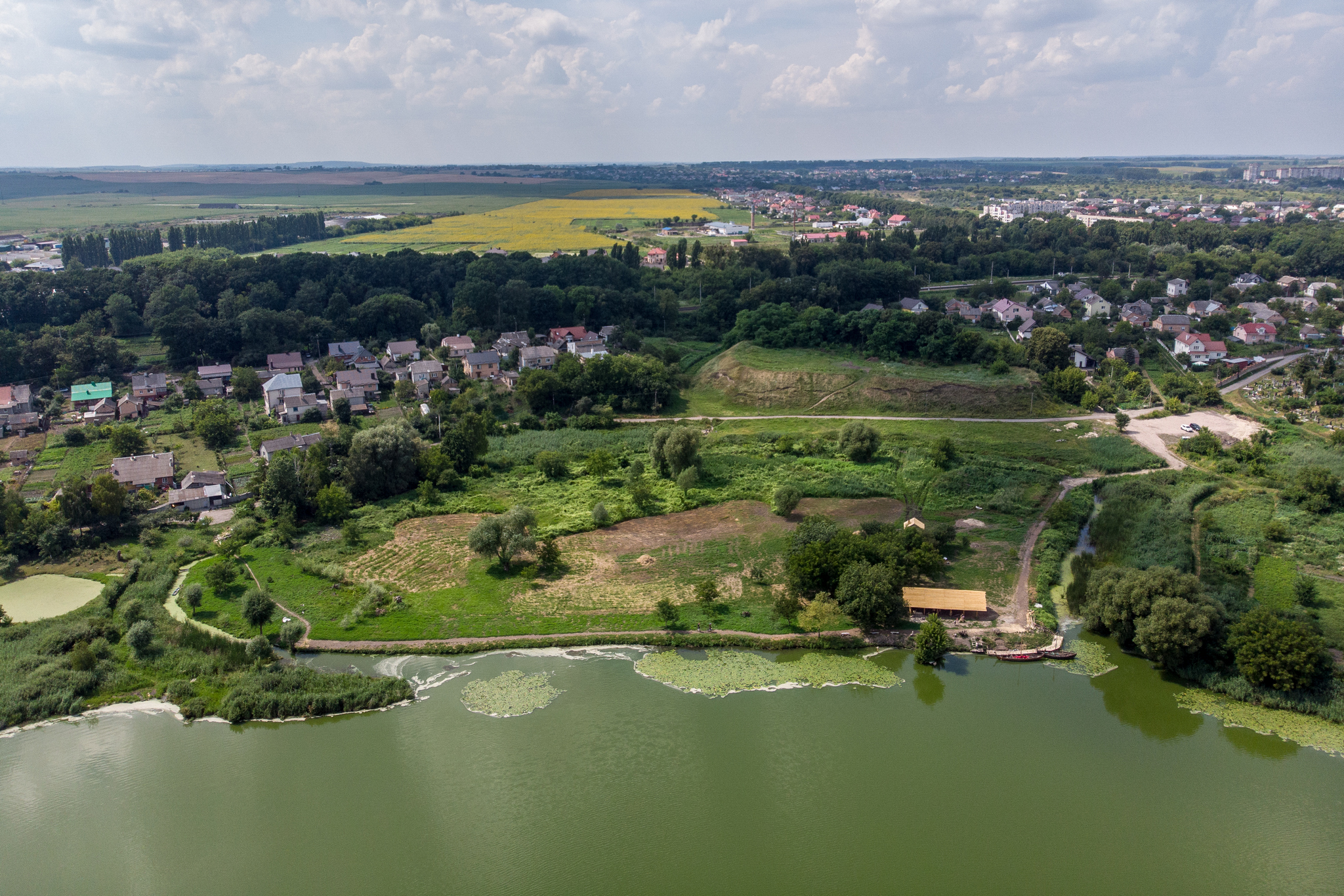
Городище Оствиця з висоти пташиного польоту

Озеро міститься на півдні міста Рівне між вулицею Чорновола та вулицею Басівкутська. Має змієподібну форму та простягається з півночі на південь.
Основні характеристики озера: площа – 104 га, довжина – 3556 м, максимальна ширина – 463 м, найбільша глибина – 3,1 м, середня глибина – 2 м; відсоток заростання водойми – 5,6%. З північної сторони озера для зарегулювання та підтримання на заданому рівні об’єму води є гребля та русловий шлюз-регулятор. Гребля ґрунтова довжиною 455 м, ширина по верху 10 м, висота 7 м, покриття проїзної частини – асфальтобетон

На західному березі озера знаходиться Басівкутське городище та парк історичної реконструкції «Городище Оствиця».

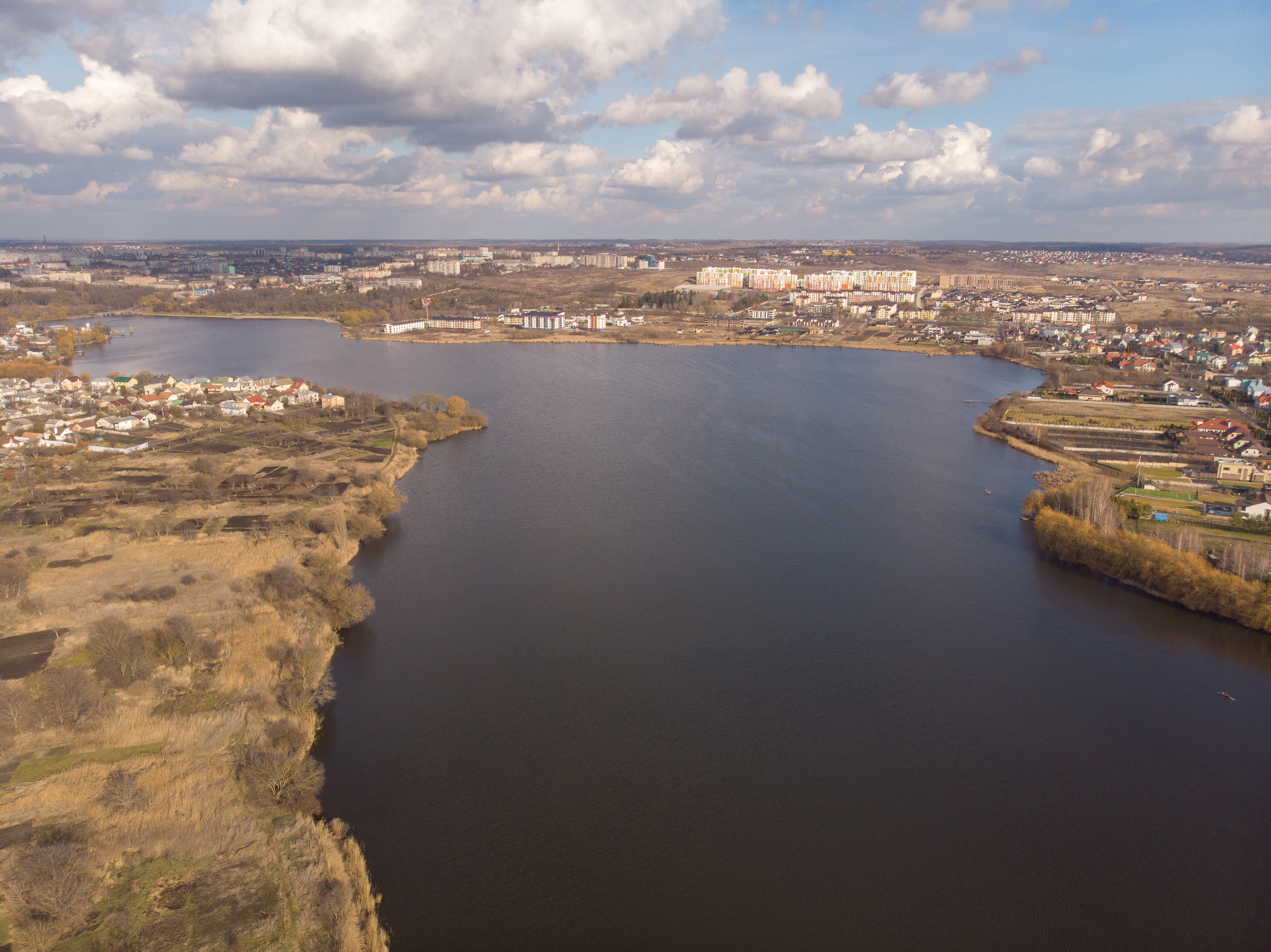
Озеро Басів Кут (напрям на ПД-СХ)

## Історія

### Поселення
Перша згадка про Басів Кут датується 1429 рік. Існує декілька версій щодо походження назви місцевості. Деякі вчені схиляються до версії, що Бас — це ім'я або ж прізвисько людини, яка заснувала село, а Кут — це закуття, поселення знаходиться у куті, далеко від міста. Ще один варіант, що село належало вихідцю із Туреччини, може навіть турецькому паші. Тож місцевість почали називати Пашин Кут, назва еволюціонувала у Башин Кут, а згодом і у Басів Кут.

### Водойма
Мешканці Рівного вже давно звикли відпочивати на березі Басівкутського озера, води якого поповнює річка Устя. В долині Усті (глибина долини сягає 60 м, а ширина - 4 км), була створена штучна водойма і з тих пір почалась історія озера Басів Кут. Перегортаючи газету «Червоний прапор» за 1948 рік бібліотекарі натрапили на повідомлення про початок ремонту штучного басейну (водойми) в районі Басового Кута силами мешканців міста Рівного. Повідомляється, що частково відремонтовано басейн, для пляжу завезено 20 вагонів піску, розбито клумби, споруджено два кіоски. Відкриття пляжу намічено на 1 липня 1948 року. Ось так готувались до літнього відпочинку рівняни в післявоєнні роки.
Стаття Сокурова Є. Почались роботи на спорудженні водних басейнів / Є. Сокурова // Червоний прапор. — 1948. — № 100 /21 трав./. — С. 8.

## Інфраструктура
Ближче до вулиці Басівкутська знаходиться міський піщаний пляж для відпочинку жителів. На пляжі є душ та кабінки для переодягання.

## Екологія
Є значні проблеми з якістю води в озері. Щорічні тести якості перед купальним сезоном показують, що купання в озері є небезпечним. В більшості це спричинене незаконними зливами нечистот з житлових будинків навколо водойми.
2018. Працівники Рівненського лабораторного центру ще раніше виявили у Басівкутському водосховищі кишкову паличку та не рекомендували купатися. Тепер  відпочиваючих відганяє навіть запах водосховища.
2019. Басівкутське водосховище не відповідає санітарним нормам, повідомили у лабцентрі. У зразках води та піску виявили цисти лямблій. Яєць і личинок гельмінтів не було. За санітарно-хімічними показниками вода та пісок Басів Кута відповідають гігієнічним вимогам.